# Harold Cottam
Harold Thomas Cottam (Southwell, Nottinghamshire, 27 de janeiro de 1891 – Lowdham, Nottinghamshire, 30 de maio de 1984) foi um radiotelegrafista britânico, mais conhecido por ter sido o operador radiotelegrafista sem fio do RMS Carpathia quando este recebeu um pedido de socorro do RMS Titanic em 15 de abril de 1912. Sua decisão de acordar o capitão Arthur Rostron e retransmitir a mensagem do Titanic permitiu que o Carpathia se tornasse a primeira embarcação a chegar no local do naufrágio, e seu trabalho foi creditado por "salvar centenas de vidas". Ele também era amigo pessoal dos radiotelegrafistas do Titanic, Harold Bride e Jack Phillips.

## Início de vida e carreira
Harold Cottam nasceu na cidade de Southwell, Nottinghamshire, no dia 27 de janeiro de 1891. Era filho de William Cottam e Jane Powley, que também tiveram três filhos mais novos.
Aos 17 anos, Cottam saiu de casa para estudar durante onze meses no British School of Telegraphy, em Londres, tornando-se o mais jovem a se graduar pela escola em 1908. Posteriormente, ele foi contratado pela Companhia Marconi e trabalhou como segundo operador radiotelegrafista no RMS Empress of Ireland, que navegava entre Liverpool e Quebec.
Como funcionário da Marconi, Cottam foi posteriormente designado como radiotelegrafista nos correios britânicos, onde, em ocasiões distintas, conheceu e fez amizade com Jack Phillips e Harold Bride, que mais tarde se tornariam os radiotelegrafistas do RMS Titanic. Por apenas duas viagens, ele também serviu como radiotelegrafista a bordo do SS Medic, navegando entre Liverpool e Sydney, na Austrália.
Cottam permaneceu trabalhando para a Companhia Marconi durante três anos até se juntar à tripulação do RMS Carpathia em fevereiro de 1912 como o único radiotelegrafista do navio.

## Naufrágio doTitanic

### Comunicações iniciais com oTitanic
Na noite do dia 14 de abril de 1912, Cottam estava na ponte de comando do Carpathia reportando as comunicações do dia, perdendo assim os primeiros pedidos de socorro do Titanic logo após a meia-noite. Em seguida, ele retornou à sua sala e passou um tempo ouvindo o receptor enquanto se preparava para ir dormir, uma vez que aguardava uma resposta do SS Parisian para confirmar uma informação recebida naquela tarde. Enquanto esperava, ele recebeu mensagens de Cabo Cod, em Massachusetts, informando que o Carpathia já tinha tráfego para o Titanic por ser o navio mais próximo deles. Ao perceber que o rádiotelegrafista do Titanic estava sobrecarregado após ouvir um lote de mensagens destinadas a ele, Cottam se ofereceu para ajudá-lo.
Cerca de dez minutos após o Titanic começar a transmitir pedidos de socorro em CQD, Cottan entrou em contato com eles e questionou se haviam recebido as mensagens de Cabo Cod. Como resposta, ele recebeu um pedido de socorro do radiotelegrafista Jack Phillips: "Venham imediatamente. Nós batemos em um iceberg. É um CQD, meu caro". Após Cottam perguntar se aquilo era sério, Phillips teria respondido: "Sim, é um CQD, meu caro. Aqui está nossa posição, reporte-a e chegue aqui o mais rápido possível".
No inquérito do Senado, o capitão Arthur Rostron declarou:

Tudo foi absolutamente providencial. Posso lhe dizer que o radiotelegrafista estava em sua cabine naquele momento, não em serviço propriamente dito, mas ouvindo as mensagens enquanto se preparava para ir dormir. Ele estava desamarrando suas botas naquele momento. Ele estava com o aparelho no ouvido e a mensagem chegou. Foi só isso. Se ele tivesse ido para a cama dez minutos antes nós não teríamos recebido as mensagens.

Cottam foi imediatamente à ponte de comando e entregou a mensagem e coordenadas para o primeiro oficial Horace Dean e segundo oficial James GP Bisset, que estavam em serviço naquele momento. Os relatos divergem sobre o que aconteceu a seguir. De acordo com Cottam em uma entrevista cedida em 1956, os oficiais não agiram de imediato. Cottam não havia mencionado essa informação em nenhum dos inquéritos em 1912 e nem na entrevista que deu ao The New York Times assim que desembarcou em Nova Iorque. Rostron também não mencionou essa informação durante os inquéritos. No entanto, várias fontes especularam as razões que levaram os oficiais a se manterem céticos naquele momento; alguns citaram o CQD como uma chamada de socorro para todas as finalidades, não significando necessariamente um evento com perdas de vidas. Outros descreveram o CQ como uma "chamada geral para todas as estações que estiverem ouvindo", o que pode ter levado os oficiais a terem dúvidas se Cottam realmente ouviu a chamada corretamente. Também foi mencionado que, como o SOS já havia sido implementado em 1908 (embora não fosse amplamente utilizado naquela época), era de se esperar seu uso em caso de uma emergência real. E por fim, como havia sido amplamente divulgado que o Titanic era inafundável, os oficiais poderiam ter pensado que qualquer incidente que o navio se envolvesse não seria o suficiente para colocá-lo em risco.
Incapaz de convencer o primeiro oficial Dean, Cottam desceu correndo a escada até chegar à cabine do capitão e acordou Rostron. Ao testemunhar no inquérito do Senado, Rostron afirmou que tanto Cottam quanto Dean vieram acordá-lo. O capitão imediatamente deu a ordem para alterar o curso do Carpathia e então perguntou ao Cottam se ele tinha certeza absoluta que era um pedido de socorro do Titanic. Cottam disse que havia recebido um pedido de socorro do Titanic exigindo assistência imediata, deu a posição deles e que "estava absolutamente certo sobre a veracidade da mensagem". Enquanto se vestia, Rostron definiu um novo curso em direção ao Titanic, enviou ao engenheiro chefe e disse a ele para "chamar os foguistas que estão fora de turno para colocar o navio a toda velocidade para o Titanic, pois eles estão em apuros".
Em seguida, Cottam enviou uma mensagem ao Titanic informando que o Carpathia estava "chegando o mais rápido possível e que estimavam chegar ao local do naufrágio em quatro horas". De acordo com um livro escrito pelo segundo oficial Bisset e lançado em 1959, Cottam se absteve de enviar mais mensagens ao Titanic depois disso, em uma tentativa de manter o tráfego de mensagens o mais limpo possível para que os radiotelegrafistas do Titanic pudessem continuar enviando mais pedidos de socorro a outros navios.  Entretanto, Cottam testemunhou que, enquanto o Carpathia corria para a última posição conhecida do Titanic, ele se manteve ocupado retransmitindo as mensagens de outros navios para o radiotelegrafista Phillips, que estava tendo dificuldades para ouvir algumas mensagens devido ao barulho do vapor saindo das chaminés. Ele também subia constantemente para a ponte de comando sempre que tivesse alguma novidade para reportar.

### Últimas trocas de mensagens
Por volta das 1h45m, Cottam recebeu a última mensagem inteligível do Titanic: "Venha o mais rápido possível, a sala de máquinas está inundando até as caldeiras". Ele respondeu que "todos os nossos botes estão prontos e estamos vindo o mais rápido que conseguimos", mas não recebeu nenhuma resposta. O inquérito britânico sobre o naufrágio do navio descobriu posteriormente que outros navios na área continuaram a receber chamadas CQD e SOS cortadas ou ininteligíveis do Titanic após a última mensagem recebida pelo Cottam, mas todos os sinais foram cortados abruptamente às 2h17m, três minutos antes do Titanic afundar completamente. Apesar de não ter recebido mais respostas, Cottam continuou enviando atualizações sobre o progresso do Carpathia para o Titanic, chegando a instruir Phillips a procurar os foguetes de sinalização.

### Resgate e consequências
O Carpathia chegou até as coordenadas passadas pelo Phillips pouco depois das 4h00m, cerca de uma hora e meia após o naufrágio do Titanic. Cottam se lembrou de ter visto madeiras e outros tipos de destroços flutuando no local, mas não encontrou nenhum corpo. Durante as quatro horas e meia seguintes, o navio recebeu os 705 sobreviventes dos 20 botes salva-vidas do Titanic, antes de seguir seu curso para Nova Iorque.
Da manhã do dia 14 de abril, horas antes do desastre, até a noite do dia 18 de abril, quando o Carpathia chegou a Nova Iorque, Cottam raramente saia de suas funções e dormia poucas horas. Ele testemunhou ao Senado que, nos primeiros quatro dias, trabalhou quase sem parar por 24 horas e que a única vez em que descansou foi na noite do dia 16 de abril, quando adormeceu involuntariamente sobre sua mesa por três horas. Em 1913, Rostron escreveu que, por volta das 16h30m do dia 15 de abril, o RMS Olympic havia enviado uma mensagem para o Carpathia pedindo a lista de sobreviventes e mais algumas informações, que, somada as mensagens que precisavam ser enviadas para a Cunard, fez a carga de trabalho de Cottam aumentar consideravelmente. Ele continuou: "Foi muito difícil acertar todos os nomes, e o esforço contínuo do radiotelegrafista, somada a condição em que ele estava trabalhando e as interrupções constantes tornaram tudo mais difícil".

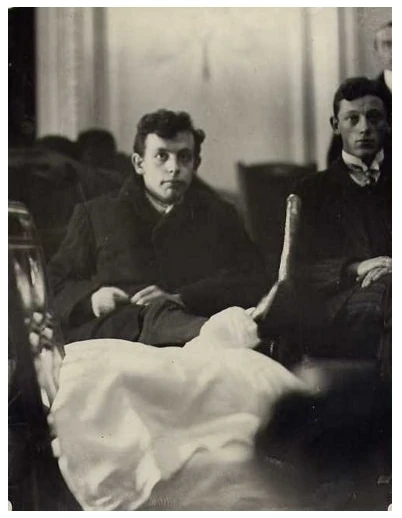
Harold Bride (esquerda) e Harold Cottam (direita) durante o inquérito do Senado dos Estados Unidos sobre o naufrágio.

Na terça ou quarta-feira à noite (os relatos de Bride e Cottam divergiram neste ponto), Harold Bride, o radiotelegrafista júnior do Titanic, veio ajudar Cottam em sua sala, apesar dos ferimentos graves que sofreu nos pés durante o desastre. Desta forma, Cottam e Bride passaram a trabalhar juntos, retransmitindo informações oficiais sobre o desastre e a lista de sobreviventes para os navios da área, bem como mensagens para e de parentes dos passageiros do Titanic. Por ordem de Rostron, eles ignoraram as perguntas dos jornalistas.
No entanto, imediatamente após a chegada do Carpathia em Nova Iorque, Cottam disse ao inquérito do Senado que recebeu permissão de seu empregador para se reunir com o The New York Times, que comprou seu relato por US$ 750. A matéria, intitulada "O recebimento do CQD do Titanic foi um golpe de sorte", foi publicada no dia seguinte.

### Testemunho
Em abril e maio de 1912, Cottam foi convocado para testemunhar perante o inquérito do Senado dos Estados Unidos sobre o desastre, que inicialmente ocorreu em Nova Iorque e depois foi transferido para Washington, D.C.. Ao retornar à Inglaterra, ele testemunhou no dia 12 de maio de 1912 perante o inquérito britânico sobre o naufrágio em Londres.
As perguntas feitas à Cottam nos inquéritos buscavam estabelecer o cronograma de eventos do desastre e compreender os procedimentos padrões da radiotelegrafia, bem como os procedimentos obrigatórios em situações de emergência. Os questionadores também citaram notícias conflitantes e falhas de comunicação envolvendo vários navios que estavam nas proximidades do naufrágio. Muitas perguntas também envolveram sua comunicação com jornalistas, no qual foi questionado se havia recebido instruções da Companhia Marconi ou de uma das empresas de navegação para não compartilhar as informações que ele havia sido instruído a enviar. Cottam afirmou que, embora fosse um funcionário da Companhia Marconi, assim que estivesse a bordo de um navio, as ordens do capitão substituíam as da empresa.

### Conclusões e críticas
O inquérito do Senado dos Estados Unidos concluiu que Cottam não demonstrou "vigilância adequada" no manuseio das informações oficiais durante o retorno do Carpathia à Nova Iorque, citando um telegrama de J. Bruce Ismay, presidente da White Star Line, para Philip Franklin, o encarregado do escritório da White Star Line em Nova Iorque. De acordo com o relatório do inquérito, embora um dos comissários de bordo do Carpathia tenha entregue informações sobre o naufrágio para Cottam na manhã do dia 15 de abril, ela não foi transmitida para estações de terra até a manhã do dia 17 de abril, apesar da instrução de Rostron para enviá-las o mais cedo possível. O relatório relembrou um caso anterior onde as informações sobre um naufrágio foi mantida intencionalmente em segredo por um radiotelegrafista para seu próprio benefício, o que poderia ter motivado Cottam a atrasar a divulgação das informações para que o mesmo pudesse vender sua história a repórteres, o que acaba "sujeitando os envolvidos a críticas e a prática deve ser proibida", encerrou o trecho do relatório. Esta linha de raciocínio foi alvo de críticas por parte de outros membros da comissão de investigação, que ameaçaram se demitir devido à forma como o Senador William Alden Smith conduziu a investigação. No decorrer da investigação, foi revelado que as mensagens haviam sido transmitidas junto com outras enviadas anteriormente assim que o Carpathia recuperou o sinal com a costa.
O relatório do inquérito britânico não fez qualquer comentário sobre Cottam além de mencionar que o Carpathia recebeu e respondeu ao pedido de socorro do Titanic.

## Vida posterior
Cottam continuou trabalhando como radiotelegrafista a bordo de diversos navios até 1922, quando se casou com Elsie Jean Shepperson e conseguiu um emprego como representante de vendas da empresa de extintores de incêndio Minimax.
Ele e sua esposa tiveram quatro filhos: William, Jean, Sybil e Angus. Ele posteriormente se aposentou e a partir de 1958 passou a morar em Lowdham, Nottinghamshire, onde faleceu no dia 30 de maio de 1984 aos 93 anos.

## Reconhecimento e legado

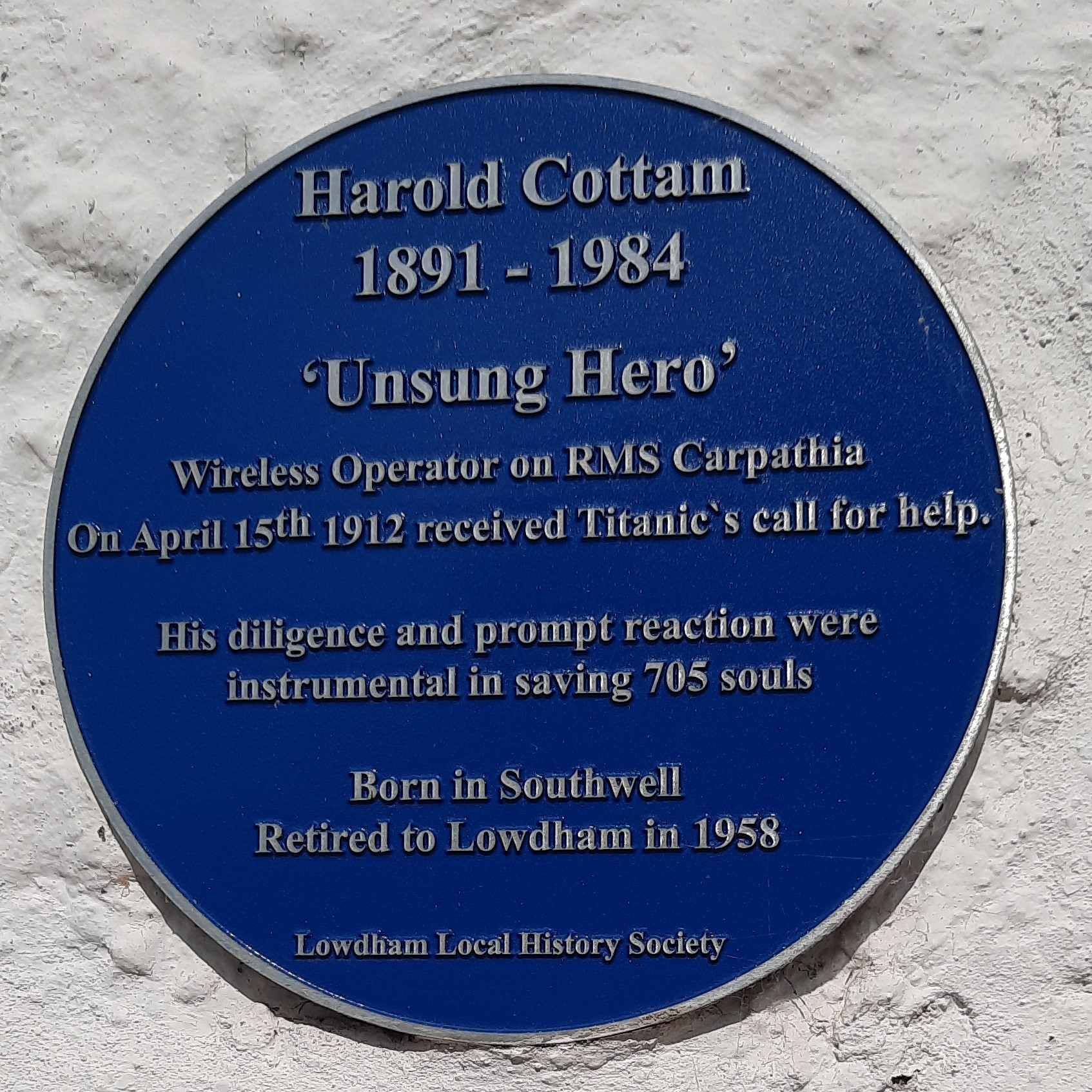
Uma blue plaque em homenagem a Cottam localizada em Nottinghamshire.

O fato de Cottam ter recebido o pedido de socorro do Titanic por acaso enquanto o SS Californian, que estava muito mais próximo, não ter respondido por conta de seu radiotelegrafista estar dormindo, contribuiu para a implementação da Lei do Rádio de 1912, que passou a exigir a presença do serviço de comunicação de rádio sem fio 24 horas por dia em todos os navios.
A tripulação do Carpathia recebeu mais tarde medalhas do Comitê de Sobreviventes do Titanic por todo o trabalho feito durante o resgate. Os membros da tripulação receberam medalhas de bronze, os oficiais receberam medalhas de prata e o capitão Rostron recebeu uma taça de prata e uma medalha de ouro, todas entregues diretamente pela passageira e sobrevivente Margaret Brown.
Ao longo dos anos, Cottam foi modesto sobre seu papel no desastre e, além de algumas entrevistas, raramente comentava sobre isso com amigos e familiares, optando pela privacidade.
Ele recusou uma oferta para interpretar a si mesmo no filme A Night to Remember, lançado em 1958. O papel acabou sendo ocupado pelo ator Alec McCowen. Em 1979, ele foi interpretado pelo ator Christopher Strauli em S.O.S. Titanic.
Seu papel crucial no desastre o levou a ser homenageado em 2013 com uma blue plaque na parede do The Old Ship Inn em Lowdham, Nottinghamshire, cidade onde viveu após se aposentar. A placa diz:

Harold Cottam

1891–1984
'Herói desconhecido'

Radiotelegrafista do RMS Carpathia

Em 15 de abril de 1912 ele recebeu o pedido de socorro do Titanic.
Sua diligência e reação imediata foram

instrumentais no resgate das 705 almas
Nascido em Southwell

Aposentou-se em Lowdham em 1958

Lowdham Local History Society